# Dirk Gilberg

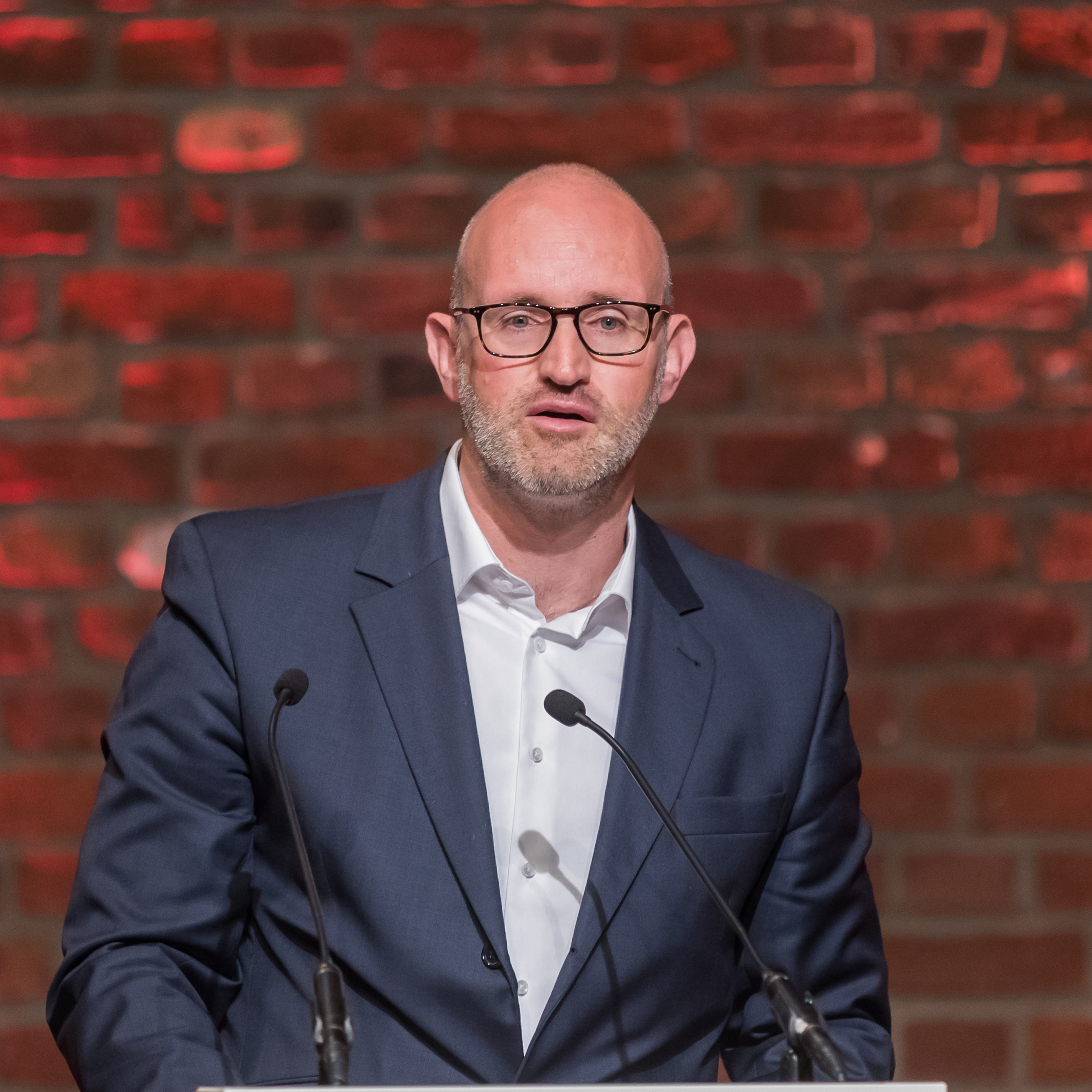
Dirk Gilberg, 2021

Dirk Gilberg (* 1. Mai 1969) ist ein deutscher Jurist. Er ist seit 2013 Direktor des Arbeitsgerichts Köln und seit 2019 zudem Mitglied des Verfassungsgerichtshofes für das Land Nordrhein-Westfalen.

## Leben

### Ausbildung
Gilberg absolvierte im Jahr 1991 zunächst ein Studium zum Diplom-Verwaltungswirt (FH) in Düsseldorf. Danach studierte er Rechtswissenschaften und legte 1996 das Erste Juristische Staatsexamen ab. Er war von 1996 bis 1998 wissenschaftlicher Mitarbeiter am Forschungsinstitut für Sozialrecht an der Universität zu Köln und promovierte 1998 über „Die Mitwirkung des Betriebsrats bei der Berufsbildung“. Im Jahr 1999 legte er das Zweite Juristische Staatsexamen ab und arbeitete seitdem bis zu seiner Ernennung zum Richter auf Probe am Arbeitsgericht Aachen im Jahr 2001 als Rechtsanwalt.

### Laufbahn und Wirken
Im Jahr 2004 wurde er am Arbeitsgericht Aachen zum Richter auf Lebenszeit ernannt. Des Weiteren wurde er 2007 an das Finanzministerium und das Landesamt für Personaleinsatzmanagement Nordrhein-Westfalen als Justiziar sowie 2009 an das Justizministerium des Landes Nordrhein-Westfalen als Referatsleiter mit der Zuständigkeit für Personalangelegenheiten der Arbeits- und Sozialgerichtsbarkeit, für Tarifrecht und Personalvertretungsrecht abgeordnet.
Am 13. Mai 2013 wurde Gilberg der Direktor des Arbeitsgerichtes Köln. Seit 2016 prüft er zudem als Mitglied des Landesjustizprüfungsamtes in der zweiten juristischen Staatsprüfung.
Er wurde am 29. November 2019 vom Landtag des Landes Nordrhein-Westfalen zum Richter am Verfassungsgerichtshof für das Land Nordrhein-Westfalen gewählt. Seit 2021 ist er Lehrbeauftragter der Universität Köln.
Anfang 2023 eröffnete die Präsidentin des Verfassungsgerichtshofes, Barbara Dauner-Lieb, die Ausstellung „GRUNDRECHTE - MEHR ALS NUR WORTE“ von Dirk Gilberg im Verfassungsgerichtshof in Münster. In der Ausstellung werden die Grundrechte visuell in einer großformatigen Fotoreihe von Gilberg illustriert.